# 나시모토 이쓰코

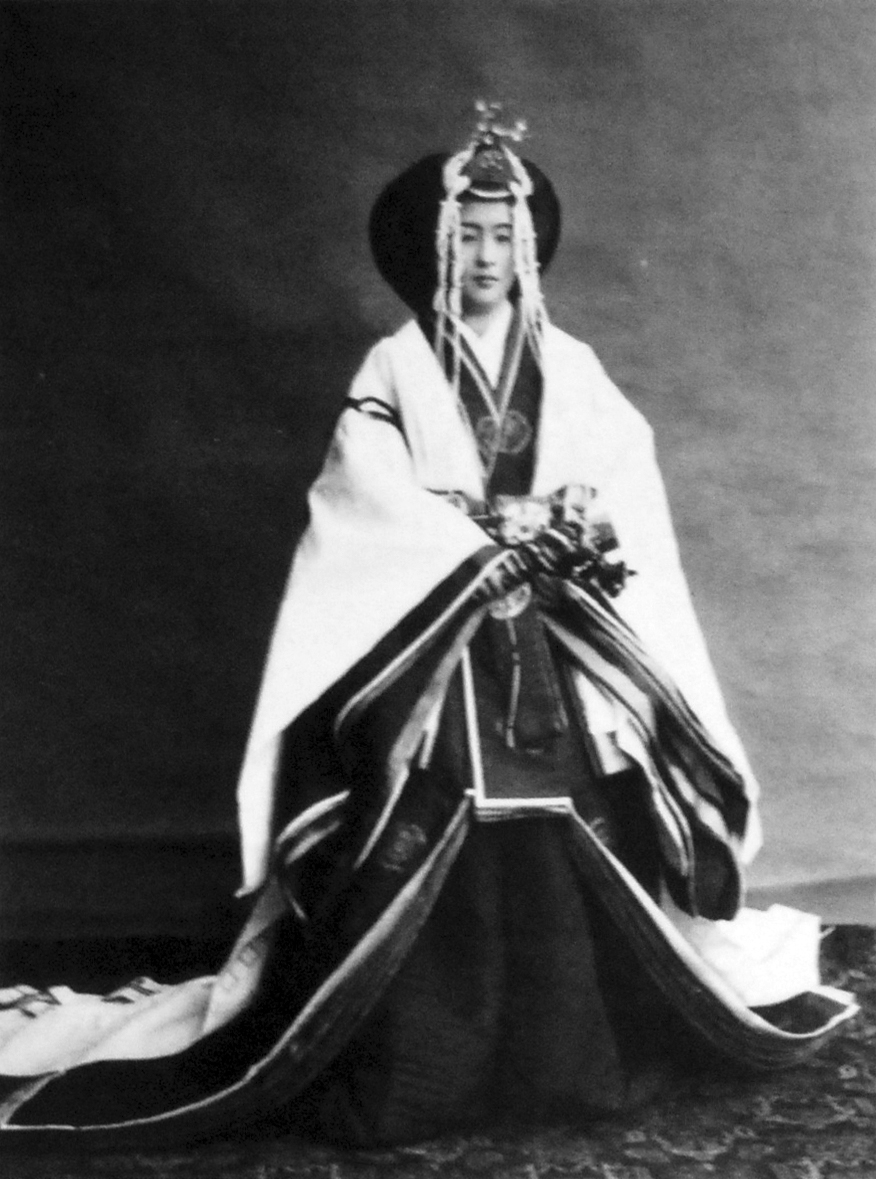
나시모토 이쓰코

나시모토 이쓰코(일본어: 梨本 伊都子, 1882년 2월 2일 ~ 1976년 8월 19일)는 일본의 옛 황족으로, 나시모토노미야 모리마사 왕의 비(妃)이다. 옛 이름은 나베시마 이쓰코(鍋島伊都子). 왕비 시절엔 모리마사 왕비 이쓰코(守正王妃伊都子)로도 불렸다.

## 생애
1882년 나베시마 후작가의 당주 나베시마 나오히로의 차녀로 태어났다. 어머니는 나오히로의 계처인 나가코(榮子, 본성은 히로하시広橋)이다. 당시 이탈리아 주재 특명 전권대사였던 부친을 따라 일가가 이탈리아에서 거주하던 중 로마에서 태어나 이탈리아의 수도에서 태어난 아이라는 뜻의 이쓰코(伊都子)라는 이름이 지어졌다. 1900년 11월 25일 나시모토노미야 모리마사와 결혼하여 황족이 되었다.
황족 여성들 중에서도 빼어난 미모로 알려졌으며, 프랑스어를 비롯한 외국어에 뛰어났다. 1909년에는 유럽 여행을 한 뒤 귀국 길에 대한제국을 방문, 순종 황제를 알현한 뒤 창덕궁의 후원을 구경하기도 하였다.
1947년 신적강하로 황족의 지위를 박탈당하여 나시모토 이쓰코(梨本伊都子)라는 이름으로 개명하였다. 또한 글쓰기를 즐겨 오랜 세월 써 온 일기를 바탕으로 만년에는 자서전 『삼대 천황과 나(三代の天皇と私)』를 출판하였다. 1957년 11월 27일 당시 황태자인 아키히토가 평민인 쇼다 미치코와 약혼하자 분개하여 "일본도 더 이상은 안 된다고 생각했다"라는 기록을 남긴 것으로 유명해졌다.
전후 아들이 없는 나시모토가의 대를 잇기 위해 차녀인 노리코의 삼남 요시미쓰(儀光)를 가문의 양자로 맞아들였으나 요시미쓰와의 관계가 악화되어 연을 끊었다.

## 자녀
이쓰코는 모리마사와의 사이에서 두 딸을 두었다.
- 남편: 나시모토노미야 모리마사 왕(1874년 - 1951년)
  - 장녀: 마사코 여왕(方子女王, 1901년 - 1989년) : 의민 황태자비
    - 외손: 이진(李晉, 1921년 8월 18일 - 1922년 5월 11일).
    - 외손: 이구(李玖, 1931년 12월 29일 - 2005년 7월 16일).

  - 차녀: 노리코 여왕(規子女王, 1907년 - 1985년, 백작 히로하시 다다미쓰広橋真光의 부인)
  - 양자: 노리히코[4](徳彦, 친부는 다카 왕多嘉王)
    - 양손: 다카오(隆夫, 옛 성씨는 간바야시神林)

  - 양자(파양): 나시모토 요시미쓰(梨本儀光, 차녀 노리코의 셋째 아들로 파양)

## 참고 문헌
- 梨本伊都子,　『三代の天皇と私』,　講談社, 1975年　新版1985年　ISBN 4061922599
- 小田部雄次編著,　『梨本宮伊都子妃の日記』,　小学館, 1991年　ISBN 4093870632、同文庫、2008年
- 오타베 유지, 『낙선재의 마지막 여인』, 동아일보사, 2009년. ISBN 978-89-7090-724-6 03990